# Найвищий коморник
Найвищий коморник або Найвищий коморій (чес.: Nejvyšší komorník, nejvyšší komoří; нім.: německy oberster Hofkämmerer; лат.: Cubiculariorum magister) — придворна посада, член королівського або імператорського уряду. Спочатку завідував княжим або королівським одягом, коштовностями та готівкою. Пізніше — урядова посада, що разом із найвищим гофмейстером, найвищим чашником і найвищим конюшим відігравав ключову роль при королівському дворі.

## Історія
Посада існувала в Королівстві Богемія, Австрії, Угорщині Священній Римській імперії та інших європейських монархіях. У 18-19 ст. став спадковим придворним титулом надлижених до короля (імператора) князівських родів.
Найвищий імператорський коморник або камергер займав друге місце в ієрархії імперського двору після вищого гофмейстера. Головним його завданням було піклування про особисті потреби монарха. Він керував камердинерами і відповідав за їх надійність. Відзнакою найвищих коморників були (золоті) ключі. Доступ до монарха був обмежений, коморники, що перебували біля монарха, повинні були охороняти королівську таємницю.
Крім особистих слуг, тобто камердинерів, найвищий коморник також наглядав за лікарями, ювеліром, палацовим житлом і його оснащенням. У 19 столітті головний камергер при дворі Габсбургів відповідав за домашню скарбницю (ювелірні вироби), колекції мистецтва та монет, придворна бібліотеку та окремі приватні бібліотеки Габсбургів та інші цінності.